# ルイージ・ポロ・ランベルテンギ
ルイージ・ポロ・ランベルテンギ(イタリア語: Luigi Porro Lambertenghi, 1780年7月12日‐1860年2月9日)は、イタリアのイタリア統一運動時代の政治家、実業家、愛国者である。

## 生涯
オーストリア帝国がまだロンバルディアを直接支配していた1780年7月12日、ミラノ近郊のコモに貴族の家の息子として生まれた。青年期にはミラノの寄宿学校で法学を学んだ。
1802年にはナポレオン体制下で北イタリアにイタリア共和国が成立した。当時ランベルテンギはまだ22歳の若さであったがその立法議会の一員に選出され政治家としてのキャリアをスタートし、同時にフリーメイソンに加入して立憲主義や自由主義を志すようになる。また裁判員としても活動していたが、その過程で1810年にはボナパルト家のウジェーヌ・ド・ボアルネと知り合う。その後、彼を介してナポレオン・ボナパルトと直接的な関わりを持つようになり、司法への貢献やその博識さが認められ伯爵に叙せられた。ナポレオン体制崩壊後のウィーン会議にも出席し、北イタリアを統一して独立した立憲君主国を成立させることを提唱した。

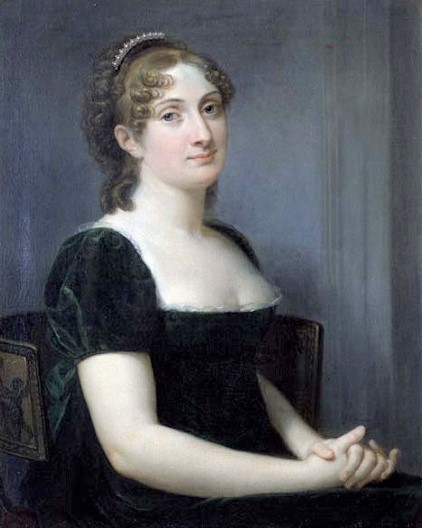
妻アンナ・マリア・ポロ・ランベルテンギ（アンドレア・アッピアーニ作）

ウィーン体制成立後はミラノに拠点を置き、実業家としてミラノにおける繊維産業の軽工業化や蒸気機関の導入、ガス灯の設置などを主導して新たに成立したロンバルド＝ヴェネト王国の近代化を推進した。ロマン主義系文学雑誌『コンチリアトーレ』を創刊するためにシルヴィオ・ペッリコやジョバンニ・ベルシェに資金援助を実施したのも、民衆への啓蒙・近代化活動の一環であった。また私生活ではアンナ・マリア・セルベッローニ（イタリア語: Anna Maria Serbelloni）と結婚し、彼女は30歳という若さで死去したもののそれまでに五人の子供をもうけた。長子から順に長男はギベルト、長女はエリザベッタ、次女はナンシー、次男はジャコモ、そして三男で末っ子のジュリオ・ポロ・ランベルテンギは父親と同じく愛国者及び歴史家として知られる。
シルヴィオ・ペッリコとの友好的な関係は、コンチリアトーレ創刊への協力以前からであった。1816年、ランベルテンギは三男ジュリオ・ポロ・ランベルテンギの専属の家庭教師としてペッリコを家庭内に迎え入れていた。しかしコンチリアトーレは政治的であるとしてオーストリア帝国当局によって弾圧され、その直後ペッリコはピエーロ・マロンチェッリなどともに逮捕された。これに自身も逮捕されるのではないかと危機感を抱いたランベルテンギは1821年4月にサルデーニャ王国へ、次いでスイスのティチーノ州やパリ、最後にはロンドンへと亡命する事で逮捕を免れた。この亡命は正解であり、彼は1822年8月22日、オーストリア帝国による欠席裁判で死刑を言い渡されている。
ロンドンではウーゴ・フォスコロなど文学者と交流を持つ。またピエモンテ革命を主導したことで亡命中だったサントッレ・ディ・サンタローザと出会い、オスマン帝国という大国を相手に独立を目指す姿に胸打たれ彼とともにギリシャへと渡って、ギリシャ独立戦争に参戦した。そこでは指揮官として活躍するが、1827年には発疹チフスを罹患してマルセイユに移送された。
1838年、フェルディナント1世がロンバルド＝ヴェネト王国の王位戴冠に伴いランベルテンギに対し恩赦を出した。これによりランベルテンギは帰国が許され、1840年にミラノに戻った。それ以降は高齢ゆえ殆ど公の場に姿を見せないようになり、1848年のミラノの5日間の際にはミラノ臨時政府の使者としてフランスに武器を要求するという大役を任された以外は、目ぼしい活躍は無かった。
1860年2月9日、サルデーニャ王国に併合されたミラノにて死去した。

## 勲章
鉄冠勲章